# 八幡橋
八幡橋（はちまんばし）は、東京都江東区富岡にある八幡堀遊歩道にかかる人道橋。元は現在の中央区宝町の楓川に架橋されていた弾正橋（だんじょうばし）であり、「旧弾正橋」「元弾正橋」とも称される。
鉄を主材料として造った鉄橋としては日本最古のものと言われ、国の重要文化財に指定されている。名称は橋の西側に在する富岡八幡宮に因む。（注: この橋の鉄は「鋼」ではない。現在造られている「鉄橋」はほぼ全て、鉄の中でも「鋼」で造られた「鋼橋」である。）

## 現在の橋の概要
- 構造形式 ボウストリングトラス橋
- 橋長 15.76 m
- 幅員 2.0 m
- 現地移設 昭和4年（1929年）5月
- 橋鈑改造 昭和40年（1965年）3月（鋼床化）
- 施工主体 東京府
- 製作 工部省赤羽分局
- 設計 松本荘一郎

## 橋の歴史
明治11年（1878年）11月に京橋区の楓川に、アメリカ人技師スクワイヤー・ウイップルの発明した形式を元に工部省赤羽分局により製作、架橋された。当時は橋幅は9.1m（5間）あったと記録に残る。架設経費は4058円。付近に島田弾正屋敷があったため、弾正橋と称された。当時、馬場先門から本所や深川を結ぶ主要路であったので、文明開化のシンボル的存在の鉄橋であった。
しかし、大正2年（1912年）の市区改正事業により、北側に新しく弾正橋が架橋されたため、「元弾正橋」と改称され、さらに大正12年（1923年）の関東大震災後の震災復興計画によって廃橋となったが、その由緒を惜しんで現在地に移設。当時、橋下は八幡堀という河川であったが、後に埋め立てられ、現在のような人道陸橋となった。
昭和52年（1977年）6月27日に国の重要文化財に指定、また平成元年（1989年）には日本ではじめて米国土木学会より「土木学会栄誉賞」が贈られた。

## 橋の構造
八幡橋（元弾正橋）は、アーチ材を鋳鉄製、引張材は錬鉄製という鋳錬混合の独特な構造手法で施工してあり、鋳鉄橋から錬鉄橋にいたる過渡期の鉄橋として近代橋梁史上においても、技術史上においても非常に価値の高い橋である。また、ピンの接合部に菊の紋形の花弁装飾が施されている。

## 画像

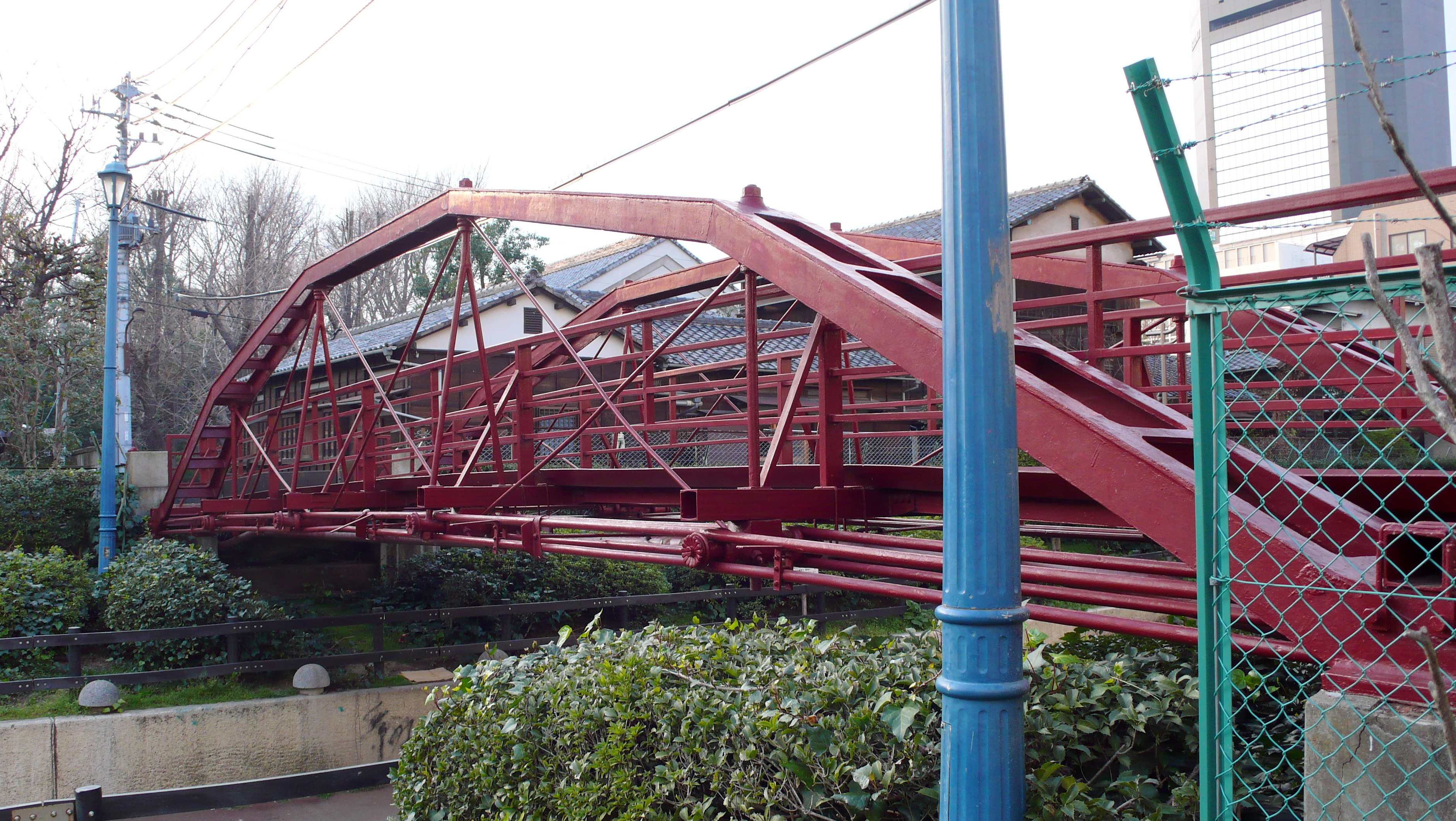
八幡橋東詰から
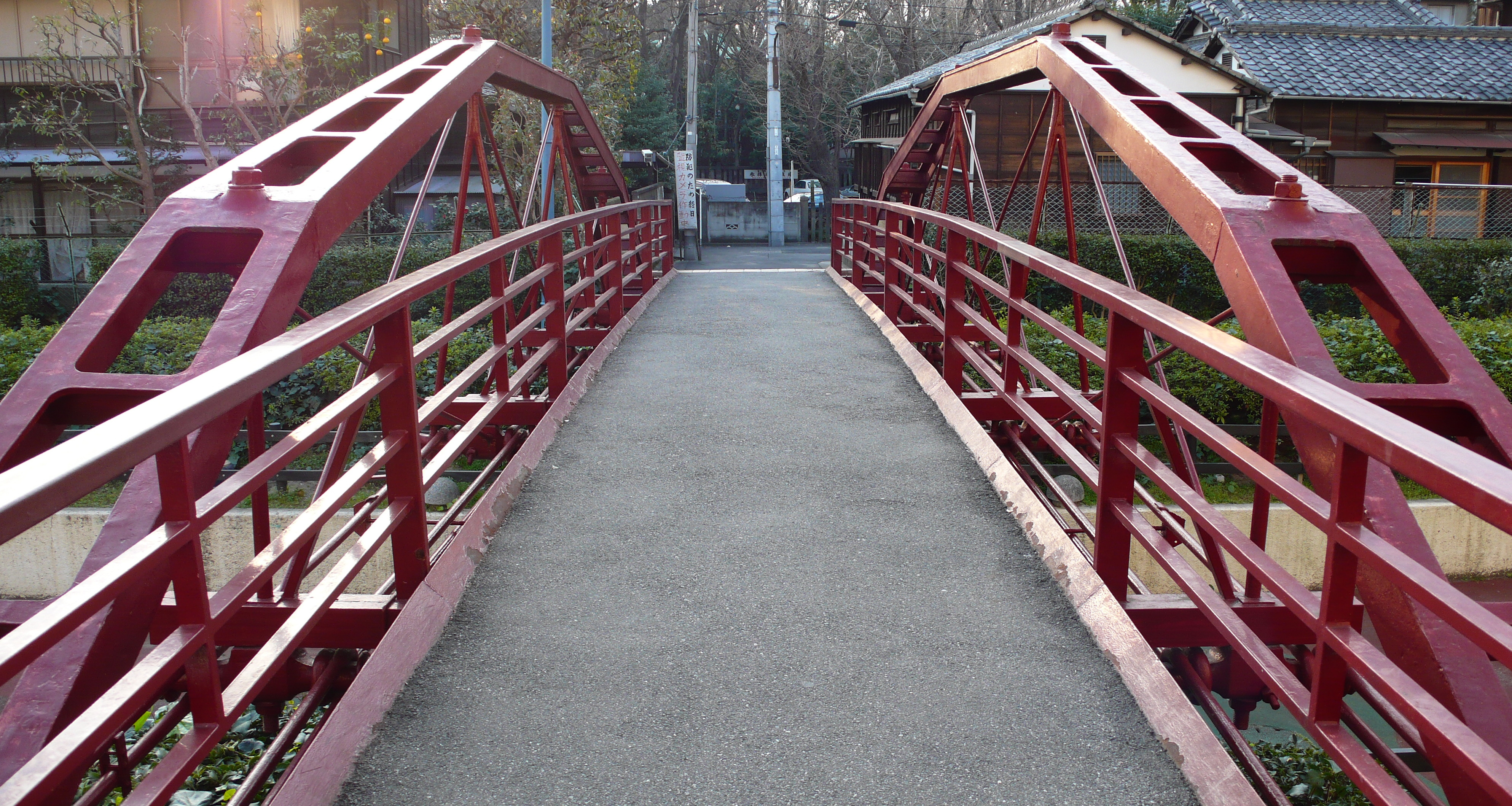
橋上から
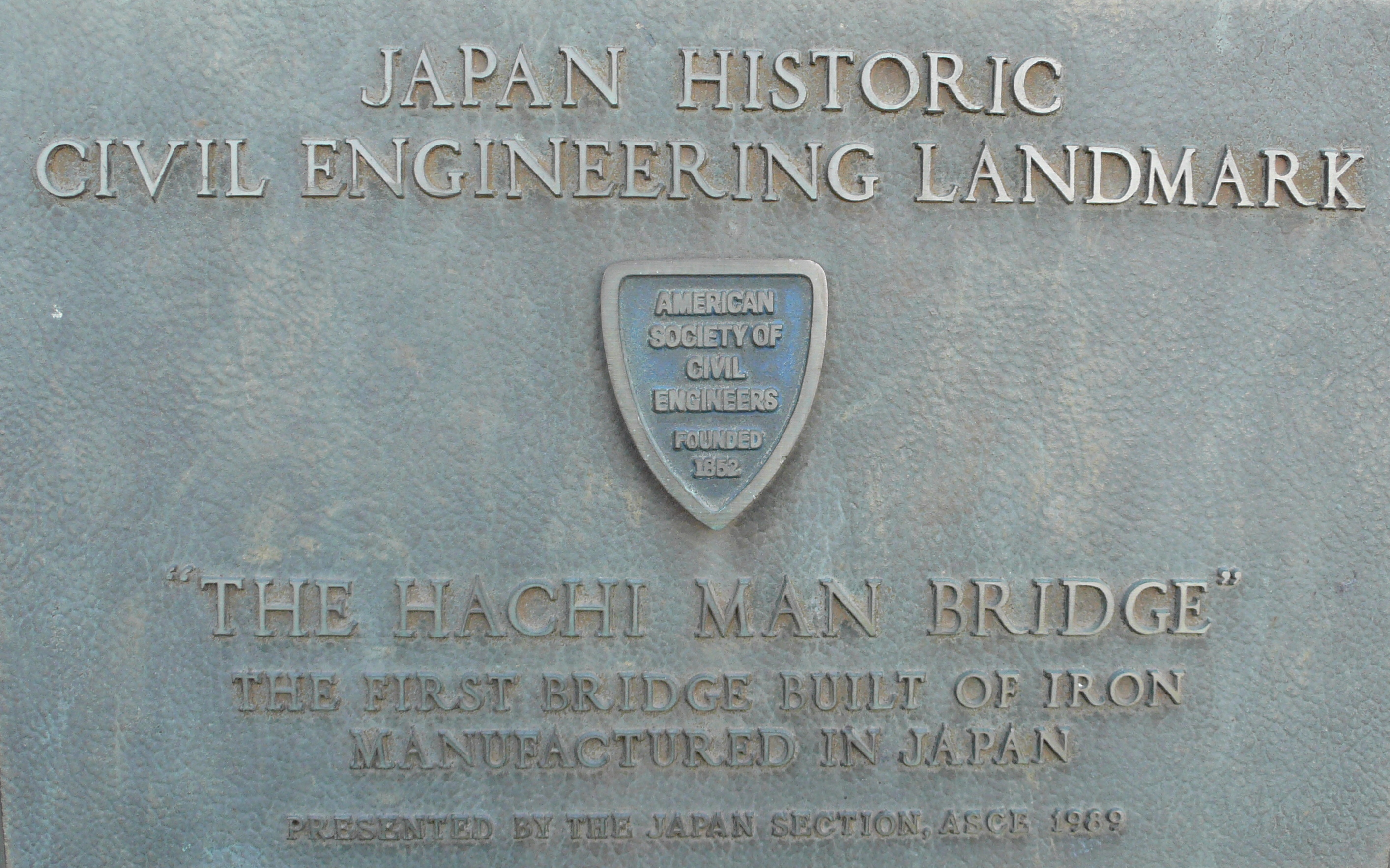
米国土木学会栄誉賞碑
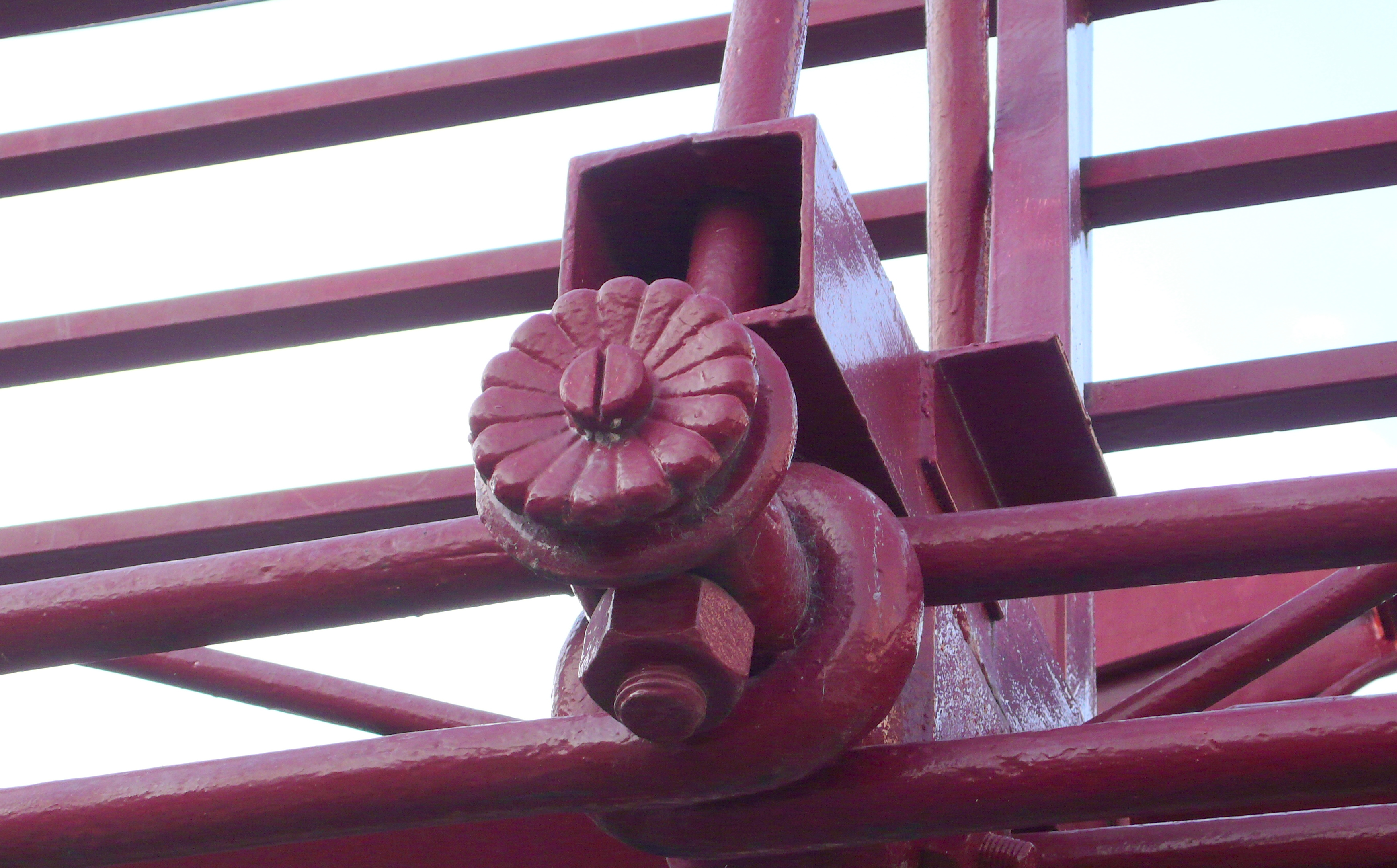
ピンの菊紋